# 修道舘
修道舘（しゅうどうかん）は、東京にあった空手道場。遠山寛賢が沖縄正当空手道を伝授する為に開館し、全日本空手道連盟（旧）の総本部道場となった。

## 概要
糸洲安恒の直系を自認する遠山寛賢が1931年に上京し、「沖縄正当空手道」を本土に伝える為に設立した道場である。設立当時は東京浅草石浜小学校前にあったが1937年に目黒に移転し、空手研究生の為の寄宿寮を併設した。なお、道場は遠山が園長を務めた鳩山保育園の敷地と隣接した。
この修道舘の門下生たちは戦後武道禁止令の中、GHQの監視の目を逃れる目的で1945年に韓武舘を千代田区に開き、防具付き空手による組手稽古の体系化を模索。やがて、韓武舘が錬武舘と改称し、実業家の蔡長庚の支援を経て全日本空手道連盟（旧）という全国組織に発展すると、修道舘は総本部として迎えられた。なお、この全日本空手道連盟とは現在の全日本空手道連盟錬武会であり、現在の同名組織とは異なる。